# Карл Фридрих Лудвиг фон Хоенлое-Кирхберг
Карл Фридрих Лудвиг Хайнрих фон Хоенлое-Кирхберг (на немски: Karl Friedrich Ludwig Heinrich Fürst zu Hohenlohe-Kirchberg; * 2 ноември 1780, Кирхберг; † 16 декември 1861, Кирхберг при Швебиш Хал) е княз на Хоенлое-Кирхберг, офицер и политик на Кралство Вюртемберг.

## Биография
Той е най-големият син на полковник принц Фридрих Карл Лудвиг фон Хоенлое-Кирхберг (1751 – 1791) и първата му съпруга графиня Фридерика Каролина Вилхелмина Амьона фон Льовенщайн-Вертхайм-Вирнебург (1757 – 1839), дъщеря на граф Карл Лудвиг фон Льовенщайн-Вертхайм-Вирнебург (1712 – 1779) и Анна Шарлота Дейм, фрайин фон Щритец (1722 – 1783). Внук е на княз Карл Август фон Хоенлое-Кирхберг (1707 – 1767) и третата му съпруга принцеса Каролина София фон Хоенлое-Йоринген (1715 – 1770).
Родителите му се развеждат през 1785 г. Баща му Фридрих се жени втори път 1787 г. за графиня Кристиана Луиза фон Золмс-Лаубах (1754 – 1815). Карл Фридрих Лудвиг е племенник на 2. княз Кристиан Фридрих Карл фон Хоенлое-Кирхберг (1729 – 1819). Полубрат е на принц Хайнрих фон Хоенлое-Кирхберг (1788 – 1859) и принцеса Франзиска фон Хоенлое-Кирхберг (1790 – 1868).
След смъртта на баща му от 1791 г. Карл Фридрих Лудвиг е под опекунството на чичо му полковник Фридрих Еберхард фон Хоенлое-Кирхберг (1737 – 1804), който го праща да следва до 15-годишна възраст във „Висшето училище Карл“ в Щутгарт. През 1796 г. той влиза във вюртембергската войска и става генерал-майор. През 1820 г. кралят го прави губернатор на Хайлброн. През 1828 г. е губернатор на столицата Щутгарт и командант на 1. сухопътна дивизия. Награден е с множество ордени.
От 25 декември 1836 г. Карл Фридрих Лудвиг става княз на Хоенлое-Кирхберг след смъртта на бездетния му братовчед Георг Фридрих Мориц (1786 – 1836) и напуска войската на Вюртемберг като генерал-лейтенант. Той е наследствен имперски маршал в Кралство Вюртемберг и има мандат в Първата камера.
Карл Фридрих Лудвиг подобрява дворец-резиденцията си и околностите. Той се занимава с рисуване и чертане, свири също много добре на пиано. През 1861 г. основава училище за малки деца в Кирхберг. Той и съпругата му се грижат за бедните.
Умира бездетен на 81 години на 16 декември 1861 г. в Кирхберг при Швебиш Хал и е погребан там в градската църква. Със смъртта му родът изчезва по мъжка линия.

## Фамилия
Карл Лудвиг фон Хоенлое-Кирхберг се жени на 26 май 1821 г. в Улм за графиня Мария фон Урах (* 17 декември 1802, Берлин; † 28 януари 1882, Кирхберг) (* 17 декември 1802, Берлин; † 28 януари 1882, Кирхберг), графиня фон Урах от 16 януари 1821 г., дъщеря на херцог Хайнрих Фридрих Карл фон Вюртемберг (1772 – 1838) и артистката от Бреслау Kристиана Каролина Алексай (1799 – 1853), която става от 1807 г. „фрайфрау фон Хохберг и Ротенбург и графиня фон Урах“ (13 ноември 1825). Бракът е бездетен.